# 烏比日奇
51°46′28″N 30°56′28″E / 51.77444°N 30.94111°E
烏比日奇（烏克蘭語：Убіжичі），是烏克蘭北部的村莊，隸屬切爾尼希夫州的切爾尼希夫區。該村始建於1472年，面積1.6平方公里，海拔高度150米，2001年人口385，人口密度每平方公里240.6人。